# Music B.B.
『MUSIC B.B.』（ミュージック・ビービー）は、1999年4月から2023年9月26日（25日深夜）まで、日本各地の民放テレビ局で放送された音楽情報番組。正式なタイトルは『MUSIC BeforeBreak』（ミュージックビフォーブレイク）。製作著作は日音。有限会社アークミュージック（放送開始当初は日音）が制作している。ハイビジョン制作。全1278回。

## 概要
1999年4月に全国19局ネットでスタートした。
ジャンル・レーベルを問わずに様々な楽曲を紹介する番組で、新譜の紹介やアーティストたちへのインタビューなどを交えながらその魅力に迫った。メジャーな音楽番組と比べれば知名度も視聴率も高くはないが、2010年4月にはネット局が30局に増え、隠れた人気番組として注目を集めた。
ブレイク前のアーティストをいち早く取り上げており、マキシマム ザ ホルモン、FUNKY MONKEY BABYS（現・FUNKY MONKEY BΛBY'S）、ヒルクライムなどがこの番組から巣立っている。かりゆし58の前川真吾は、「MUSIC B.B.は、僕らの代表曲ともいえる『アンマー』をいち早く取り上げ、テーマにしていただいた。楽曲だけでなく、キャラクターも存分に紹介してくれた」と語っている。
のちにJ-POP、アイドル、アニメ音楽、声優、ゲーム音楽など様々なエンターテインメントコンテンツを扱うようになった。
2023年9月26日（25日深夜）をもって放送を終了し、24年半の歴史に幕を下ろした。後継番組は、トレカタイムと番組要素を引き継いだ『B.B.レアリティ』（ビービーレアリティ）で、正式名称は『RARITYofBefore-Break』（レアリティオブビフォーブレイク）。
製作著作はBracing Tune/arkmusic。

## 番組内容

### 2021年9月時点
- OPENING RECOMMEND - 毎月オープニングテーマとしてMVをオンエア。
- BIG BUZZアーティスト - 毎週注目のアーティストをクローズアップ。インタビュー映像をオンエア（2010年6月第1週目の放送では、歌手活動50年を迎えた加山雄三がゲスト出演した）。
- POWER PLAY - 番組注目アーティストのMV を複数週オンエア。
- B.B.PLAYLIST - 注目アーティストのMVを紹介。
- B VOICE - アーティストから届いたメッセージやコメントをMVと共に紹介。
- ドリパス学園 - ドリームパスポートのメンバーが、芸能界の先輩講師から芸能活動を行う上で必要な要素を学ぶ。
- ENDING RECOMMEND - 毎月エンディングテーマとしてMVをオンエア。

### 過去のコーナー
- USEN RECOMMEND
- USENインディーズ総合チャート - USENによるインディーズアーティストの総合チャートを紹介。
- QTV着うたB.B. - 着うたサイトQTVと連動したコーナー。アーティストのインタビューもあり。2週連続で登場する場合もある。
- アニソンの門 - 2017年4月よりスタート。アニメソングや声優アーティスト、アニメ作品を取り上げる。

## 番組の歴史
1999年
4月 - 大手レコード会社協力の基、日音の制作により全国19局ネットにてスタート。
☆主なPick Up：DOUBLE / 19 / 堂島孝平
2000年
4月 - 「USEN　RECOMMEND」(協力：ユーズミュージック)コーナースタート｡
☆主なPick Up：Janne Da Arc / LOVE PSYCHEDELICO / 花*花
2001年
☆主なPick Up：GOING UNDER GROUND / 三木道三 / コブクロ / キンモクセイ
2002年
10月 - アーティストが番組を進行する「Weekly MC」スタート｡「INDIES CLOSE UP」スタート｡
☆主なPick Up：GO!GO!7188 / the pillows
2003年
☆主なPick Up：HALCALI / ピンクリボン軍 / 山嵐 / はなわ
2004年
7月 -「原史奈の音楽著作権講座」（協力：JASRAC）スタート｡
10月 -「音楽著作権講座」の出演者を全員アーティストに変更。初代講師としてエンドウ.（アカツキ.）が担当。
☆主なPick Up：スムルース / マキシマム ザ ホルモン / ELLEGARDEN / AI
2005年
10月27日 - 渋谷O-EASTにて「B.B. ROCK FESTIVAL 05」 開催。出演：マキシマム ザ ホルモン / ピンクリボン軍 / アカツキ. / けちゃっぷmania /スペシャルゲスト：はなわ
☆主なPick Up：平原綾香 / DEPAPEPE / FUNKY MONKEY BABYS / ketchup mania
2006年
7月 - 「音楽著作権講座」の2代目講師として､ナヲ（マキシマム ザ ホルモン）が担当｡
11月16日 - 渋谷O-EASTにて「B.B. ROCK FESTIVAL 06」開催。出演：FUNKEY MONKEY BABYS / ライムライト / THE イナズマ戦隊 / けちゃっぷmania / スムルース / 飛び入りゲスト：はなわ
☆主なPick Up：かりゆし58 / ナイトメア / Base Ball Bear / ストレイテナー
2007年
1月 -「音楽著作権講座」の3代目講師として､徳田憲治（スムルース）が担当｡
4月 - アーティストを特集する「Weekly Pick Up」スタート｡
10月13日 - 渋谷CLUB QUATTROにて「B.B. ROCK FESTIVAL 07」開催。出演：中ノ森BAND / HIGH and MIGHTY COLOR / Yum!Yum!ORANGE / ketchup mania / GOLLBETTY
☆主なPick Up：10-FEET / DJ OZMA / SOPHIA / 9mm Parabellum Bullet / Perfume / ACIDMAN
2008年
10月12日～13日 - 渋谷O-EAST にて「10th Anniversary B.B. ROCK FESTIVAL 08」開催。12日出演：ALvino / カラーボトル / スムルース / 堂島孝平 / Peach Jam / O.A. MORNING GLORY。13日出演：かりゆし58 / ketchup mania / Smash up / No Regret Life / REAL REACH / O.A. LOTO。
☆主なPick Up：カラーボトル / GOOD 4 NOTHING / MAY’S / アンジェラ・アキ
2009年
11月21日 - 恵比寿LIQUID ROOMにて「B.B. ROCK FESTIVAL 09～THE GROOVE OF MALE ROCK～」開催。出演：a flood of circle / GARI / SUPER BEAVER / PINKLOOP / Yacht. / LOTO。
☆主なPick Up：Aqua Timez / ヒルクライム / 彩冷える-ayabie- / いきものがかり / 斉藤和義 / SCANDAL
2010年
☆主なPick Up：植村花菜 / 加山雄三 / くるり / 清木場俊介 / DEEP / Crystal Kay
2011年
☆主なPick Up：シド / moumoon / 阿部真央 / 星野 源 / 三代目J Soul Brothers
2012年
☆主なPick Up：矢沢永吉 / SKE48 / ASIAN KUNG-FU GENERATION / lynch. / ORANGE RANGE / back number
2013年
3月 - 「B.B.Rock in カラオケ」（協力：エクシング）スタート
☆主なPick Up：電気グルーヴ / 三浦大知 / 2PM / SPYAIR / THE BACK HORN / Silent Siren / ギルガメッシュ / 塩ノ谷早耶香
2014年
7月 - 「B.B.チケットインフォメーション」（協力：ローソンチケット）スタート
☆主なPick Up：THE King ALL STARS / シーナ&ロケッツ / ユニコーン / May J. / 7!! / 空想委員会
2015年
4月 - 「はなわの唄うゼミナール」（協力：エクシング）スタート
☆主なPick Up： MAX / フラワーカンパニーズ / KANA-BOON / 藤巻亮太 / 摩天楼オペラ / WANIMA / 山猿
2016年
10月 - 番組MCに立川吉笑、アシスタントにKissBeeを起用しリニューアル。
☆主なPick Up：家入レオ / 石崎ひゅーい / 板野友美 /関取花 / 林部智史 / HEY-SMITH
2017年
4月 - ナビゲーターに声優・飯田里穂を起用し、リニューアル。
12月27日 - 渋谷O-EASTにて「アニソンB.B.」開催。出演：aki / 飯田里穂 / 河野万里奈 / 鈴木このみ / TRUE / 新田恵海 / 春奈るな / むらたたむ / Raychell
☆主なPick Up：LOVE PSYCHDELICO / GLIM SPANKY / ベッド・イン / Dizzy Sunfist / 崎山つばさwith桜men / PrizmaX / どうぶつビスケッツ×PPP
2018年
4月 - ナビゲーターを声優の逢田梨香子が担当。
7月31日 渋谷O-EASTにて「MUSIC B.B. 20th Anniversary "ANISON B.B. FESTIVAL〜2018 SUMMER〜"」開催。出演：逢田梨香子（MC）/ aki / 亜咲花 / 綾野ましろ / いとうかなこ / 小野早稀 / 大西亜玖璃 / 高柳知葉 / 河野万里奈 / 上月せれな / 邪神ガールズ（大森日雅、小見川千明、久保田未夢、佐々木李子）/ 春奈るな / 三浦祐太朗 / むらたたむ / レディビアード）
☆主なPick Up：AKB48 / 乃木坂46 / ナオト・インティライミ / ビッケブランカ / スカイピース / BAND-MAID
2019年
4月 - 製作・著作が日音となる。ナビゲーターを声優・大森日雅が担当。
☆主なPick Up：逢田梨香子 / 吉田山田 / EMPiRE / STU48 / 黒木渚 / フィロソフィーのダンス / tricot / COLOR CREATION / Rude-α
2020年
ナビゲーターを声優・大西亜玖璃が担当。
10月 - 番組リニューアル。
☆主なPick Up：大西亜玖璃 / angela / 押尾コータロー / DOBERMAN INFINITY / 入野自由 / =LOVE / 豆柴の大群 / ザ・コインロッカーズ
2021年
ナビゲーターを長谷川瑞が担当。

## 出演者
- 立川吉笑（ナビゲーター 2016年10月 - 2017年3月）
- KissBee（アシスタント 2016年10月 - 2017年3月）
- 飯田里穂（ナビゲーター 2017年4月 - 2018年3月）
- 逢田梨香子（ナビゲーター 2018年4月 - 2019年3月）
- 藤田茜（ナビゲーター  2018年5月30日、6月6日 逢田の代役）
- 大森日雅（ナビゲーター 2019年4月 - 2020年3月）
- 大西亜玖璃（ナビゲーター 2020年4月 - 2021年3月）
- 長谷川瑞（ナビゲーター 2021年4月 - 2023年9月）
- 西沢幸奏 （ナビゲーター 2023年10月 ~ 2024年9月） -「B.B.レアリティ」に改名
- mikako（ナビゲーター 2024年10月~ ） -「Music B.B. Japan」に改名

ごく初期の頃に街田しおんがナビゲーターを務めていたことがあったが、その後降板。以降2016年9月までは佐野文俊などによる影ナレのみで出演者は不在だった。2017年4月以降は声優がナビゲーターを務めている。

## ネット局

### 2022年1月現在
| 放送対象地域   | 放送局                    | 放送日時                     | 系列           |
| -------------- | ------------------------- | ---------------------------- | -------------- |
| 北海道         | テレビ北海道（TVh）       | 土曜 2:30 - 3:00（金曜深夜） | テレビ東京系列 |
| 青森県         | 青森テレビ（ATV）         | 水曜 1:35 - 2:05（火曜深夜） | TBS系列        |
| 岩手県         | IBC岩手放送（IBC）        | 日曜 1:28 - 1:58（土曜深夜） | TBS系列        |
| 秋田県         | 秋田放送（ABS）           | 火曜 1:24 - 1:54（月曜深夜） | 日本テレビ系列 |
| 福島県         | テレビユー福島（TUF）     | 日曜 1:58 - 2:28（土曜深夜） | TBS系列        |
| 群馬県         | 群馬テレビ（GTV）         | 金曜 0:30 - 1:00（木曜深夜） | 独立協         |
| 東京都         | TOKYO MX（MX）            | 水曜 4:00 - 4:30             | 独立協         |
| 神奈川県       | テレビ神奈川（tvk）       | 土曜 3:00 - 3:30（金曜深夜） | 独立協         |
| 山梨県         | テレビ山梨（UTY）         | 金曜 1:30 - 2:00（木曜深夜） | TBS系列        |
| 新潟県         | 新潟放送（BSN）           | 水曜 1:30 - 2:00（火曜深夜） | TBS系列        |
| 長野県         | 信越放送（SBC）           | 金曜 2:19 - 2:49（木曜深夜） | TBS系列        |
| 富山県         | チューリップテレビ（TUT） | 水曜 2:06 - 2:36（火曜深夜） | TBS系列        |
| 中京広域圏     | CBCテレビ（CBC）          | 火曜 2:05 - 2:35（月曜深夜） | TBS系列        |
| 京都府         | KBS京都（KBS）            | 金曜 1:30 - 2:00（木曜深夜） | 独立協         |
| 兵庫県         | サンテレビ（SUN）         | 月曜 23:30 - 翌 0:00         | 独立協         |
| 和歌山県       | テレビ和歌山（WTV）       | 土曜 2:10 - 2:40（金曜深夜） | 独立協         |
| 岡山県・香川県 | テレビせとうち（TSC）     | 火曜 1:05 - 1:35（月曜深夜） | テレビ東京系列 |
| 広島県         | 中国放送（RCC）           | 火曜 2:20 - 2:50（月曜深夜） | TBS系列        |
| 山口県         | テレビ山口（tys）         | 金曜 1:10 - 1:40（木曜深夜） | TBS系列        |
| 愛媛県         | あいテレビ（itv）         | 金曜 1:36 - 2:06（木曜深夜） | TBS系列        |
| 高知県         | テレビ高知（KUTV）        | 月曜 2:23 - 2:53（日曜深夜） | TBS系列        |
| 佐賀県         | サガテレビ（STS）         | 火曜 0:55 - 1:25（月曜深夜） | フジテレビ系列 |
| 長崎県         | 長崎放送（NBC）           | 月曜 1:20 - 1:50（日曜深夜） | TBS系列        |
| 熊本県         | 熊本放送（RKK）           | 水曜 2:00 - 2:30（火曜深夜） | TBS系列        |
| 鹿児島県       | 南日本放送（MBC）         | 金曜 1:05 - 1:35（木曜深夜） | TBS系列        |
| 沖縄県         | 琉球放送（RBC）           | 日曜 2:55 - 3:25（土曜深夜） | TBS系列        |

### 過去のネット局
| 放送対象地域   | 放送局                | 放送日時                     | 系列           |
| -------------- | --------------------- | ---------------------------- | -------------- |
| 千葉県         | 千葉テレビ放送（CTC） | 木曜 2:00 - 2:30（水曜深夜） | 独立協         |
| 栃木県         | とちぎテレビ（GYT）   | 月曜 22:25 - 22:55           | 独立協         |
| 鳥取県・島根県 | 山陰放送（BSS）       | 日曜 5:45 - 6:15             | TBS系列        |
| 福岡県         | TVQ九州放送（TVQ）    | 木曜 3:35（水曜深夜） - 4:05 | テレビ東京系列 |
| 日本全域       | J:COMテレビ           | 日曜 4:30 - 5:00             | ケーブルテレビ |
| 日本全域       | BS12 トゥエルビ       | 水曜 3:00 - 3:30（火曜深夜） | BSデジタル放送 |

## スタッフ
- ディレクター・構成：ミナガワタカノリ（MUNCHIES） / 亘 励
- アシスタントディレクター：原口恭輔（arkmusic）
- テロップデザイン：秋山晃一（OFFICE THE BUNGY）
- アドバイザー：原口リョウ（arkmusic）/ 濱二秀昭（OFFICE THE BUNGY）
- ラインプロデューサー：肥田篤（arkmusic）
- アシスタントプロデューサー：中目孝昭（日音）
- プロデューサー：橋本正博（日音）
- チーフプロデューサー：渡邉知明（日音）
- 制作協力：arkmusic / OFFICE THE BUNGY / MUNCHIES
- 製作著作：株式会社日音

## 関連番組
- ID (テレビ番組) - かつて放送されていた日音制作の音楽番組。放送時間は25分。
- P.S. -Pop Shake- - かつて放送されていた日音制作の音楽番組。放送時間は15分。

## 後番組

### B.B.レアリティ
『B.B.レアリティ』（びー・びー・れありてぃ）とは『MUSIC B.B.』の後継となる音楽番組。番組タイトルの「レアリティ」とは「レアもの」という意味。番組前半はトレカの新商品の情報、後半はアーティストの情報を中心に構成される。
主なコーナー
『今週のトレカタイム』
コーナーMCを日比野芽奈が担当していた。マスコットキャラクターは、Vシンガーの「ShamRock が担当。今後ブレイクが期待される発売予定のトレカを紹介する。
『今週のミュージックタイム』（今、“レアリティ”が高いアーティストを紹介）
- 「B.B.BAND COVER」

番組オリジナルバンドによるカバー曲を演奏する。
- 「ENVii GABRIELLAアイのガチ」

ENVii GABRIELLAが物申したいテーマについて、ガチで愛を持って討論する。
- 「OPENING・ENDINGレコメンド」

番組オープニング・エンディングで、制作側のオススメのPVを紹介する。
- 「RARITY MUSIC SPLASHk」

アーティストのMVを紹介。
- 「RARITY MUSIC SPLASH ARTIST VOICE」

アーティストのコメントやメッセージをMVと共に紹介。

### Music B.B. Japan
『Music B.B. Japan』（みゅーじっく・びー・びー・じゃぱん）は、音楽を中心にゲーム・アニメ・Vシンガーなどこれからの時代の先駆けとなるエンターテインメントコンテンツをいち早く日本全国に発信する音楽番組。
主なコーナー
- 「PICK UP INTERVIEW」

アーティストにインタビュー。
- 「B.B.LIVE SHOWCASE」

アーティストが、スタジオで生演奏。
- 「B.B.POWER PLAY MUSIC」

番組オススメアーティストのMVを紹介。
- 「SNS Check」

SNSで見つけた気になるコンテンツを紹介。
- 「OPENING・ENDINGレコメンド」

『B.B.レアリティ』に引き続き、番組オープニング・エンディングでの制作者側のオススメのPVを紹介する。